# 42ste Oscaruitreiking
De 42ste Oscaruitreiking, waarbij prijzen worden uitgereikt aan de beste prestaties in films in 1969, vond plaats op 7 april 1970 in het Dorothy Chandler Pavilion in Los Angeles, California. De ceremonie had dit jaar geen presentator.
De grote winnaars van de 42ste Oscaruitreiking waren Midnight Cowboy, met in totaal 7 nominaties en 3 Oscars, en Butch Cassidy and the Sundance Kid met in totaal 7 nominaties en 4 Oscars.

## Winnaars

### Films
| Categorie               | Winnaar                              | Regie            |
| ----------------------- | ------------------------------------ | ---------------- |
| Beste Film              | Midnight Cowboy                      | John Schlesinger |
| Beste Buitenlandse Film | Z                                    | Costa Gavras     |
| Beste Documentaire      | Arthur Rubenstein - The Love of Life | Bernard Chevry   |

### Acteurs
| Categorie                  | Winnaar      | Film                           |
| -------------------------- | ------------ | ------------------------------ |
| Beste Mannelijke Hoofdrol  | John Wayne   | True Grit                      |
| Beste Vrouwelijke Hoofdrol | Maggie Smith | The Prime of Miss Jean Brodie  |
| Beste Mannelijke Bijrol    | Gig Young    | They Shoot Horses, Don't They? |
| Beste Vrouwelijke Bijrol   | Goldie Hawn  | Cactus Flower                  |

### Regie
| Categorie       | Winnaar          | Film            |
| --------------- | ---------------- | --------------- |
| Beste Regisseur | John Schlesinger | Midnight Cowboy |

### Scenario
| Categorie                | Winnaar         | Film                               |
| ------------------------ | --------------- | ---------------------------------- |
| Beste Origineel Scenario | William Goldman | Butch Cassidy and the Sundance Kid |
| Beste Bewerkt Scenario   | Waldo Salt      | Midnight Cowboy                    |

### Speciale prijzen
| Categorie                        | Winnaar       |
| -------------------------------- | ------------- |
| Honorary Award                   | Cary Grant    |
| Jean Hersholt Humanitarian Award | George Jessel |